# Marchémoret
Marchémoret is een gemeente in het Franse departement Seine-et-Marne (regio Île-de-France) en telt 332 inwoners (1999). De plaats maakt deel uit van het arrondissement Meaux.

## Geografie
De oppervlakte van Marchémoret bedraagt 7,0 km², de bevolkingsdichtheid is 47,4 inwoners per km².
De onderstaande kaart toont de ligging van Marchémoret met de belangrijkste infrastructuur en aangrenzende gemeenten.

## Demografie
Onderstaande figuur toont het verloop van het inwonertal (bron: INSEE-tellingen).